# Ostrubel
Ostrubel (niem. Rubel) – jednostka monetarna wprowadzona do obiegu w 1916 r. przez niemieckie władze okupacyjne na terenach tzw. Ober-Ost, czyli okupacji niemieckiej Suwalszczyzny, Grodzieńszczyzny, Wileńszczyzny oraz Litwy i Łotwy. Dzieliła się na 100 kopiejek.

## Historia

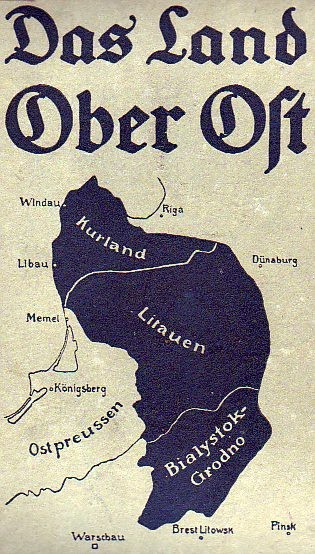
Mapa terenów Ober-Ost z niemieckiego plakatu propagandowego z lat I wojny światowej

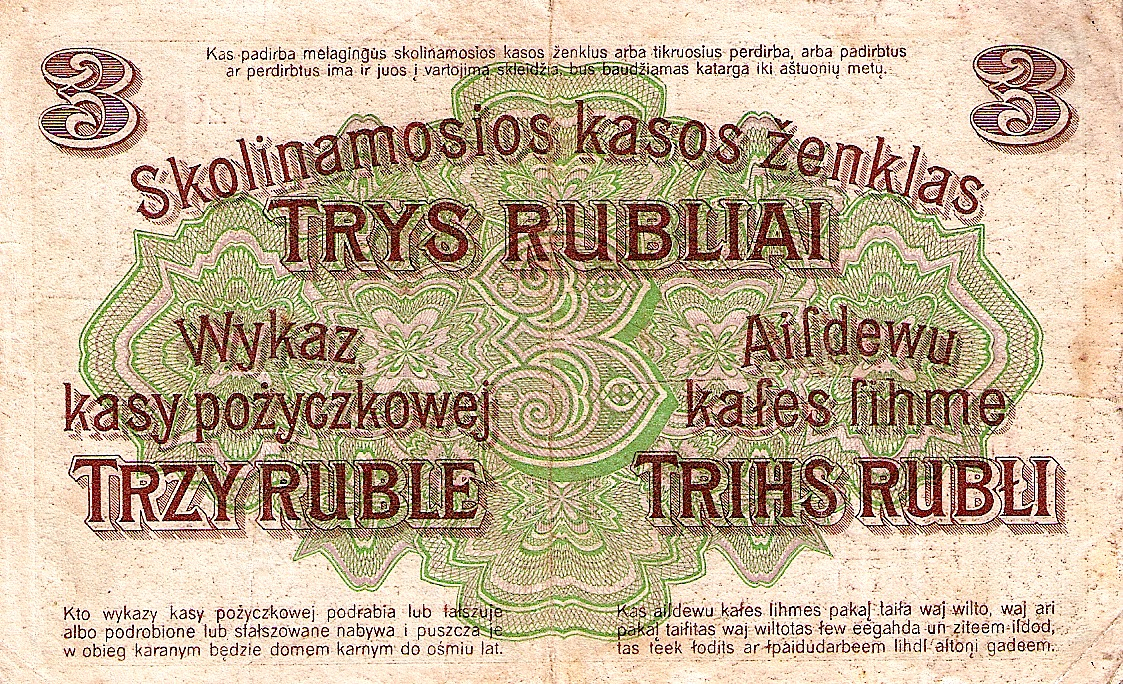
Rewers banknotu 3 ostrubli z 1916, z napisem w języku litewskim, polskim i łotewskim

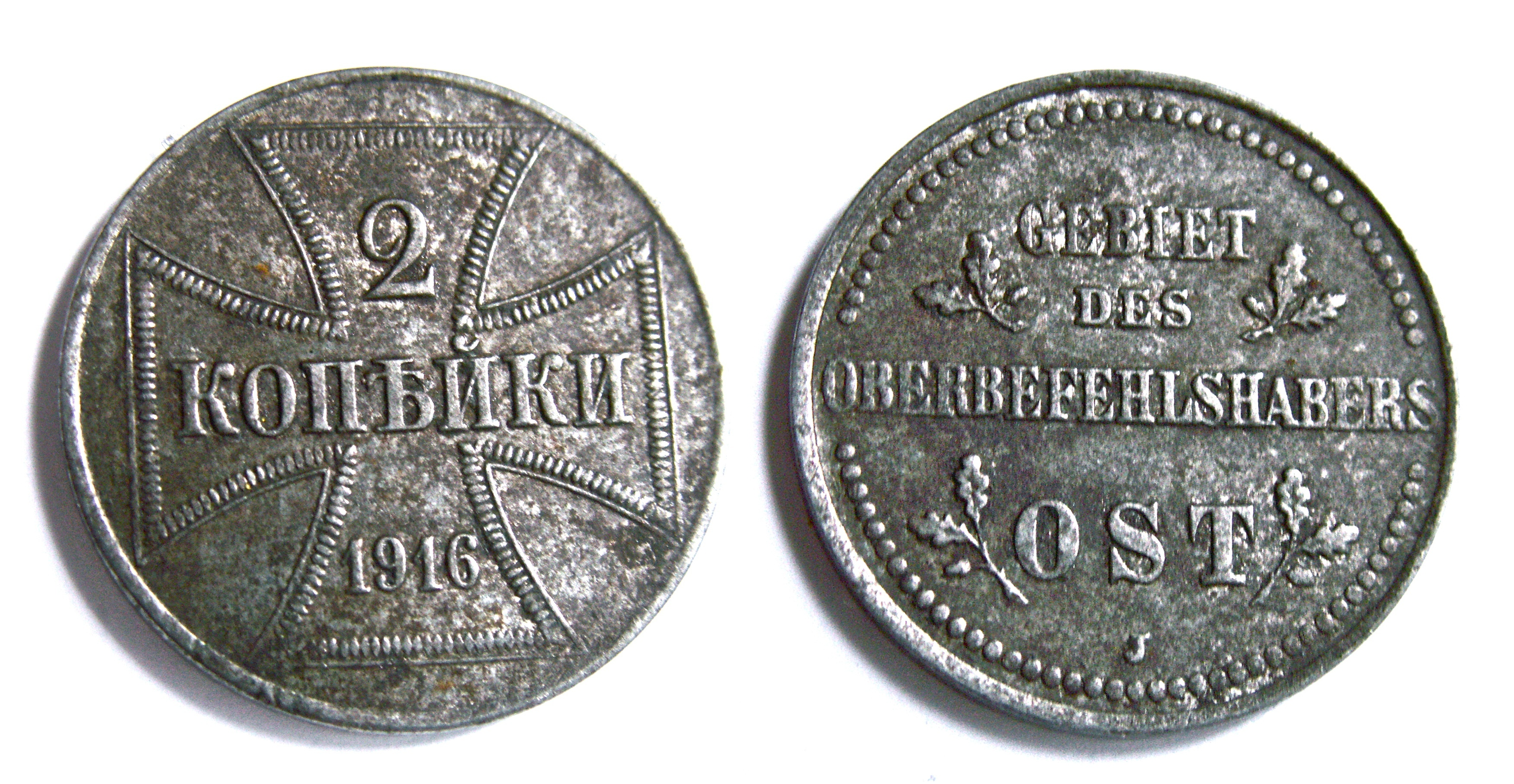
Moneta 2 kopiejki z 1916 r.

Niemiecka administracja okupacyjna, zwana potocznie Ober-Ost (Gebiet des Oberbefehlshabers Ost), została utworzona przez Niemców w 1915 po wyparciu wojsk rosyjskich z terenów byłych guberni: grodzieńskiej, kowieńskiej, kurlandzkiej, suwalskiej i wileńskiej. W 1916 władze okupacyjne wprowadziły do obiegu na terenie Ober-Ost ostrubla, który miał wyprzeć pozostającego w obiegu rubla rosyjskiego. Emitentem była Wschodnia Kasa Pożyczkowa, Darlehnskasse Ost, będąca agendą niemieckiego Banku Wschodniego Handlu i Rzemiosła z siedzibą w Poznaniu. Do obiegu wprowadzono następujące środki płatnicze:
– monety bite z żelaza w mennicach w Berlinie i w Hamburgu z datą 1916 i o identycznym wyglądzie różniącym się jedynie nominałem (awers: napis niemiecki Gebiet des Oberbefehlhabers Ost ozdobiony gałązkami dębowymi; rewers: Żelazny Krzyż z nominałem w języku rosyjskim i rokiem)
- 1 kopiejka (masa 2,89 g)
- 2 kopiejki (masa 5,83 g)
- 3 kopiejki (masa 8,75 g)

– banknoty z legendą w językach polskim, niemieckim, łotewskim i litewskim, wszystkie z datą 17 kwietnia 1916
- 20 kopiejek
- 50 kopiejek
- 1 rubel
- 3 ruble
- 10 rubli
- 25 rubli
- 100 rubli.

Pod względem graficznym banknoty te nie wyróżniały się niczym szczególnym, a na ich szatę graficzną składały się napisy i ramka z ornamentem. Jedynie banknot 100 rublowy posiadał bardziej interesującą szatę graficzną, dość typową dla okresu w którym powstały (postaci alegoryczne, festony składające się z owoców, liści i wstążek itd.). Na tym banknocie wzorowano w 1918 banknot 100 ostmarek.

Ostrubel trafił do obiegu na pozostałej części Inflant z Estonią w 1918, po opanowaniu tych ziem przez Niemców. Waluta ta pozostała w obiegu na terenie krajów bałtyckich do wprowadzenia poszczególnych walut narodowych we wczesnych latach 20. XX w.: marki estońskiej, rubla łotewskiego (a następnie łata łotewskiego) i lita litewskiego.